# Taxodiàcies

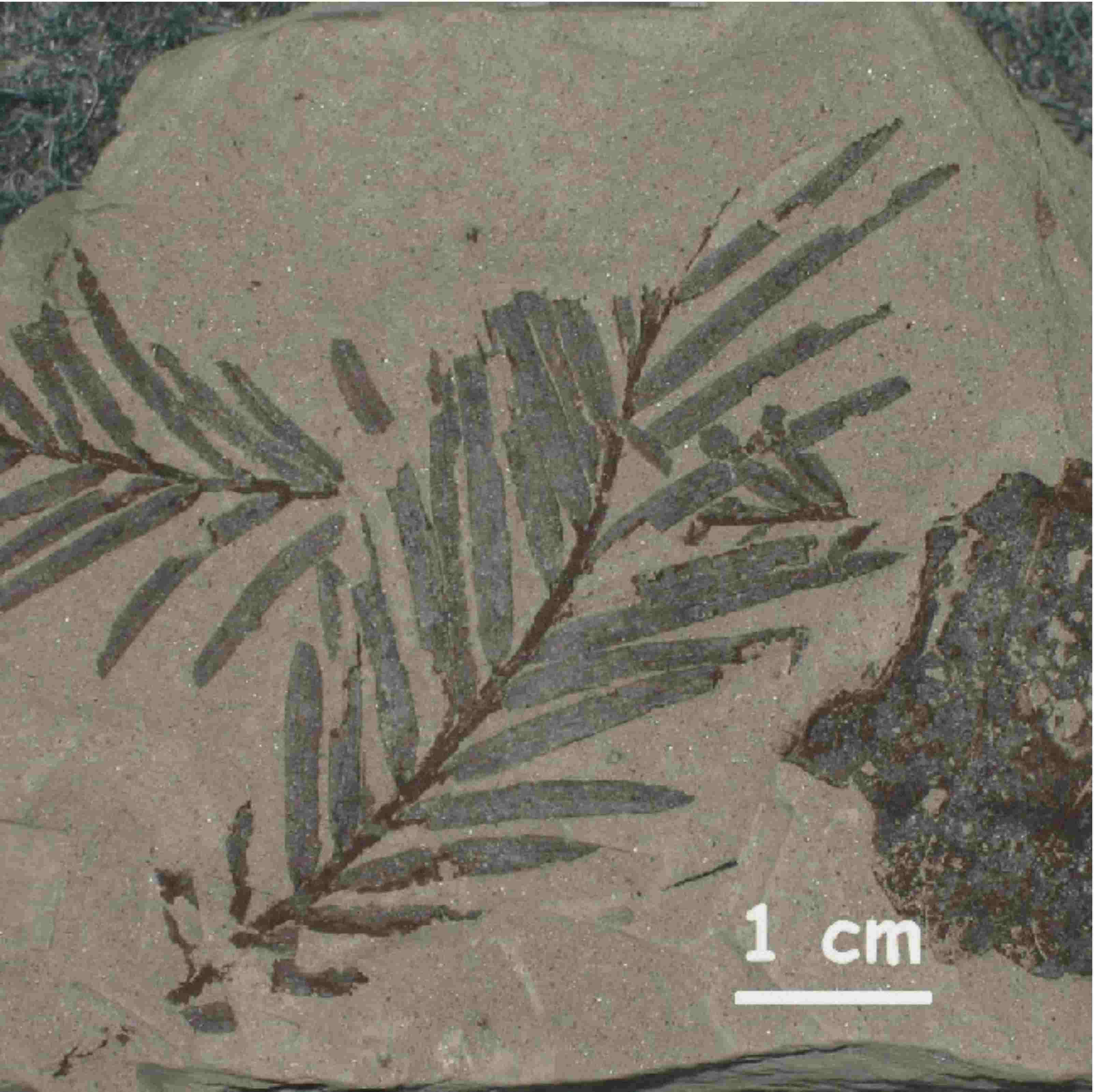
Fulla fòssil de Taxodium dubium, 8 milions d'anys d'antiguitat, Hambach, Alemanya

Les taxodiàcies (Taxodiaceae) són una antiga família de coníferes avui en desús.

## Taxonomia
La família Taxodiaceae comprenia 10 gèneres: 
- Athrotaxis
- Cryptomeria
- Cunninghamia
- †Cunninghamites
- Glyptostrobus
- Metasequoia
- Sciadopitys
- Sequoia
- Sequoiadendron
- Taiwania
- Taxodium

Aquests gèneres són avui situats a la família Cupressaceae, amb l'excepció de Sciadopitys que té la seva pròpia família (Sciadopityaceae).
Els gèneres de l'antiga família Taxodiaceae s'agrupen en les següents subfamílies dins la més gran que ésr Cupressaceae:
- Athrotaxidoideae Quinn (Athrotaxis)
- Cunninghamioideae (Sieb. & Zucc.) Quinn (Cunninghamia)
- Sequoioideae (Luerss.) Quinn (Sequoia, Sequoiadendron, i Metasequoia)
- Taiwanioideae (Hayata) Quinn (Taiwania)
- Taxodioideae Endl. ex K. Koch (Taxodium, Glyptostrobus, i Cryptomeria)

## Evolució
En la història de la Terra les Taxodiaceae havien estat molt esteses. Es coneixen des del Juràssic i es poden trobar fòssils del Terciari.
Fins al Plistocè mitjà també ocupaven el nord-oest de la regió mediterrània incloent els Països Catalans